# William Anders

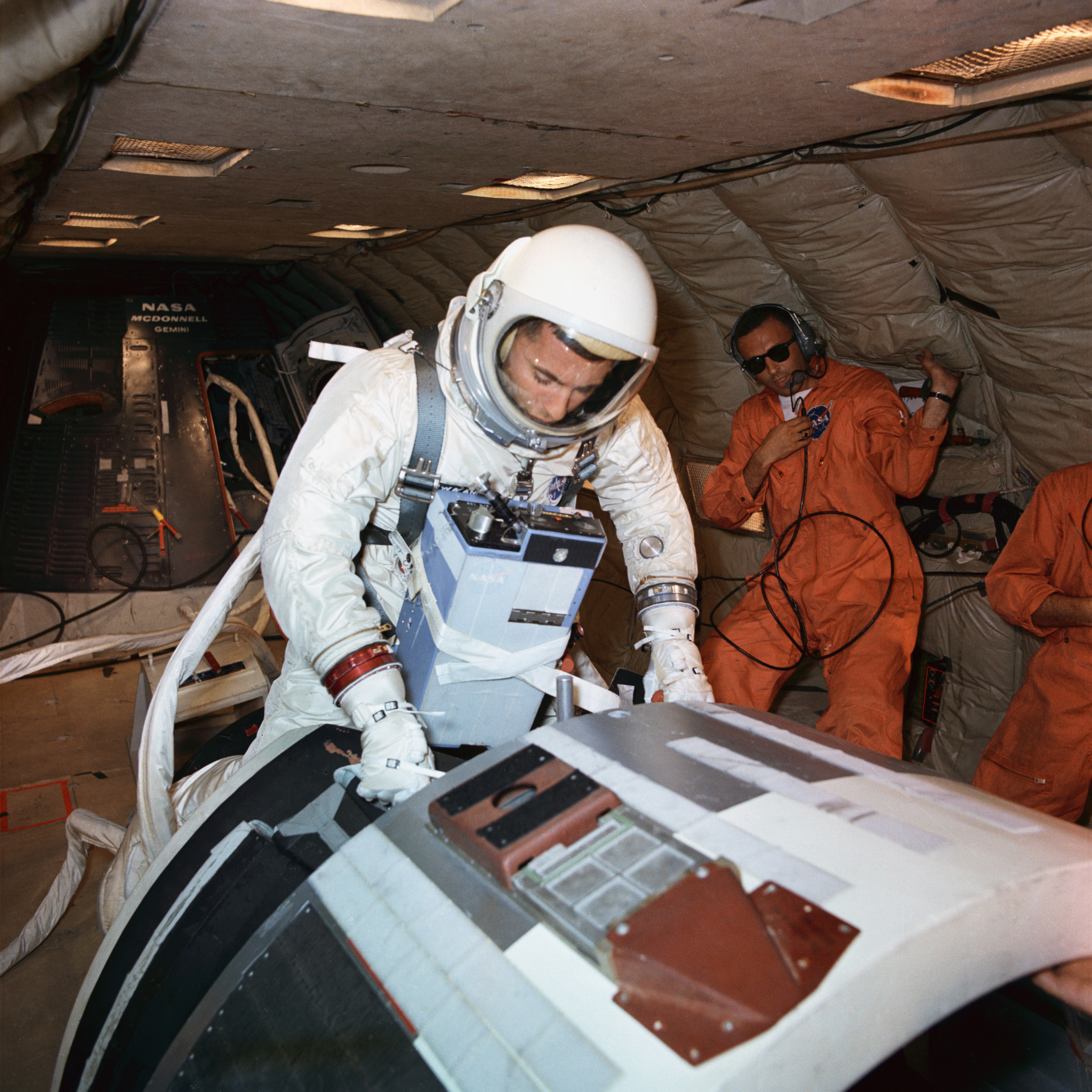
William Anders we wnętrzu samolotu KC-135 podczas treningu w ramach programu Gemini

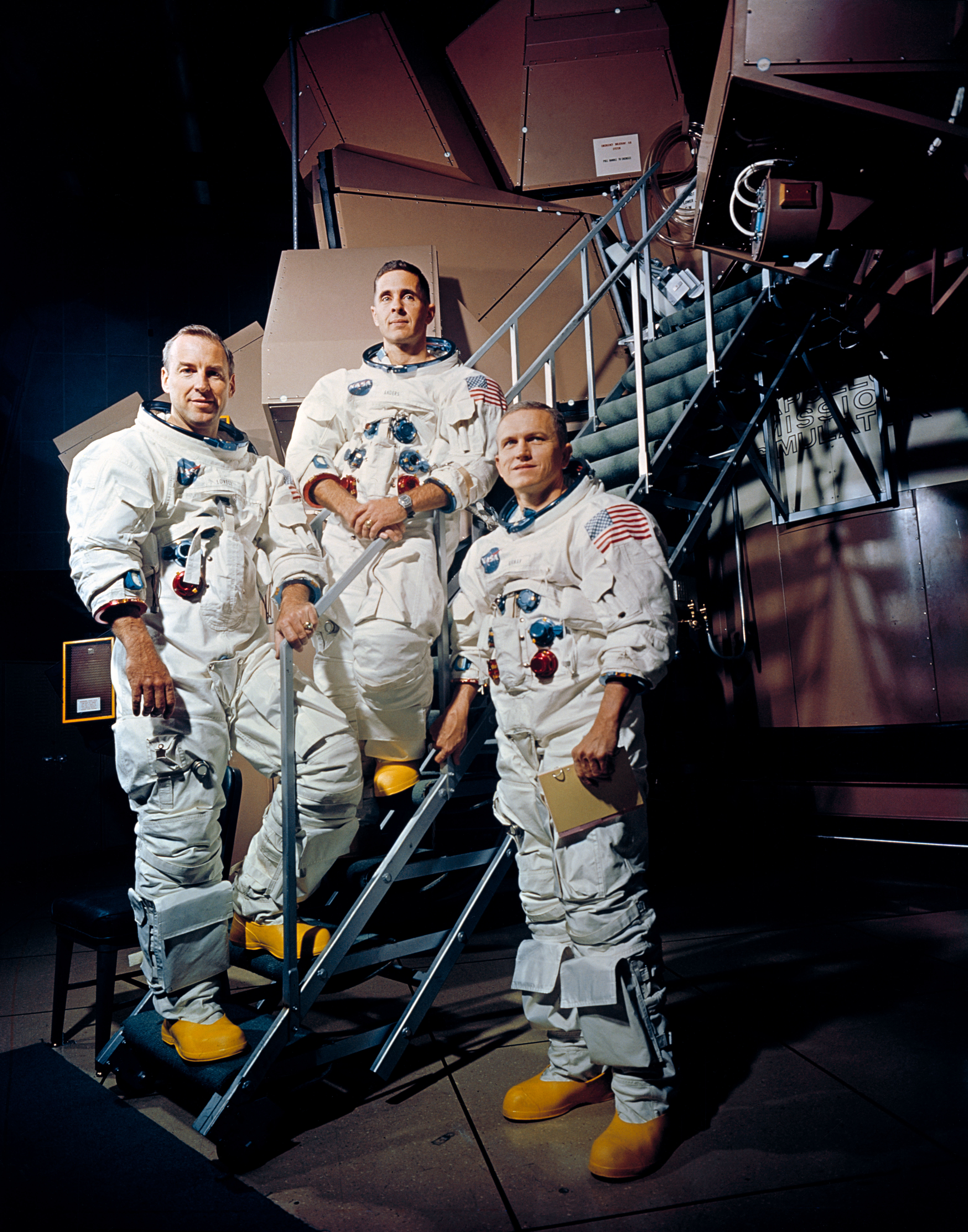
Załoga statku Apollo 8. Od lewej: James Lovell, William Anders i Frank Borman

William Alison Anders (ur. 17 października 1933 w Hongkongu, zm. 7 czerwca 2024 w okolicy wysp San Juan) – amerykański astronauta, generał major United States Air Force.

## Życiorys

### Wykształcenie oraz służba wojskowa
Szkołę średnią ukończył w Denver, stan Kolorado. Później rozpoczął studia w Akademii Marynarki Wojennej (United States Naval Academy) w Annapolis w stanie Maryland.
- 1955 – ukończył uczelnię uzyskując licencjat z zakresu nauk ścisłych i wstąpił do sił powietrznych.
- grudzień 1956 – po zakończeniu szkolenia lotniczego w bazach w Teksasie i Georgii uzyskał kwalifikacje pilota wojskowego.
- 1957–1960 – służył w eskadrze myśliwców przechwytujących (All-Weather Interception Squadrons) Dowództwa Obrony Powietrznej (Air Defense Command) w Kalifornii i Islandii.

Następnie trafił do Laboratorium Broni Sił Powietrznych (Air Force Weapons Laboratory) w bazie lotniczej Kirtland, stan Nowy Meksyk.
- 1962 – w Instytucie Technologii Sił Powietrznych (Air Force Institute of Technology) w bazie lotniczej Wright-Patterson, stan Ohio, uzyskał tytuł magistra inżynierii nuklearnej.
- wrzesień 1969 – w stopniu generała-majora opuścił wojsko i przeszedł do rezerwy.

Na różnych typach samolotów wylatał ponad 6000 godzin.

### Kariera astronauty
- 18 października 1963 – przyjęty do trzeciej grupy astronautów NASA (NASA 3(inne języki)). Zajmował się m.in. dozymetrią, efektami radiacji i kontrolą parametrów otaczającego środowiska.
- 1965 – podczas lotu statku Gemini 4 utrzymywał łączność z załogą przebywającą na orbicie (CapCom), identyczną funkcję pełnił w czasie misji Gemini 12 w 1966.
- 1966 – był w załodze rezerwowej misji Gemini 11. Podczas przygotowań przeszedł trening przygotowujący astronautę do pracy na zewnątrz statku kosmicznego. Brał udział w pracach nad tworzeniem modułu księżycowego LM. Wykonywał loty testowe na eksperymentalnym aparacie latającym LLTV (Lunar Landing Research Vehicle).
- listopad 1967 – w charakterze pilota został wyznaczony do załogi statku kosmicznego Apollo 9. W skład załogi wchodzili również: Frank Borman i Michael Collins. Program lotu przewidywał wówczas, że astronauci tak jak i załoga planowanej wówczas misji Apollo 8 (James McDivitt, David Scott, Russell Schweickart) będą na orbicie okołoziemskiej testować moduł księżycowy LM.
- lato 1968 – okazało się, że moduł LM nie jest jeszcze gotowy do lotu. NASA wyznaczyła wówczas dla misji Apollo 8 nowe zadanie – załogowy lot wokół Księżyca. Jednocześnie zamieniono miejscami załogi podstawowe misji Apollo 8 i Apollo 9. W załodze Andersa po pewnym czasie zaszła jeszcze zmiana. Mającego problemy zdrowotne Michaela Collinsa zastąpił James Lovell.
- 21–27 grudnia 1968 – uczestniczył w locie statku Apollo 8.
- 1969 – był dublerem pilota podczas historycznej misji Apollo 11.
- 1 sierpnia 1969 – William Anders odszedł z NASA.

#### Apollo 8
Lot statku Apollo 8 miał miejsce w dniach 21–27 grudnia 1968 roku. Podczas startu, po raz pierwszy w historii lotów załogowych użyto rakiety nośnej Saturn V, po raz pierwszy też skierowano pojazd kosmiczny z ludźmi na pokładzie w kierunku Księżyca. Misją dowodził Frank Borman, a poza Williamem Andersem (pełnił funkcję pilota modułu księżycowego), znalazł się w niej również James Lovell.
Apollo 8 na orbicie okołoksiężycowej znalazł się 24 grudnia 1968 roku. Pozostał tam przez ponad 20 godzin wykonując w sumie 10 okrążeń. Astronauci fotografowali powierzchnię Srebrnego Globu. Przeprowadzili też transmisję telewizyjną, podczas której odczytano fragmenty Biblii. 27 grudnia 1968, po sześciodniowej misji, wodowali pomyślnie na Oceanie Spokojnym.

### Po opuszczeniu NASA
- 1969–1973 – po odejściu z NASA i ze służby wojskowej był sekretarzem wykonawczym Narodowej Rady do Spraw Aeronautyki i Badania Przestrzeni Kosmicznej (National Aeronautics and Space Council).
- 6 sierpnia 1973 – został mianowany członkiem Komisji ds. Energii Atomowej (Atomic Energy Commission). Został również przedstawicielem USA w mieszanej komisji amerykańsko-radzieckiej ds. wymiany technologii w dziedzinie energii jądrowej.
- styczeń 1975 – otrzymał nominację do komisji regulującej działalność w dziedzinie energetyki atomowej (Nuclear Regulatory Commission).
- 1976–1977 – był ambasadorem USA w Norwegii.
- 1976–1977 – pracował w American Enterprise Institute.
- wrzesień 1977 – został wiceprezesem Działu Produktów Jądrowych (Nuclear Products Division) firmy General Electric Company w San Jose, stan Kalifornia.
- 1979 – odbył kurs zarządzania na Uniwersytecie Harvarda (Harvard Business School).
- 1980–1984 – kierował działem wyposażenia lotniczego w tej samej firmie (Aircraft Equipment Division) w mieście Utica, stan Nowy Jork.
- 1984–1986 – pracował jako wiceprezes firmy Textron zajmującej się techniką lotniczą i kosmiczną.
- 1990–1994 – pracował w kierownictwie korporacji General Dynamics.

### Śmierć
7 czerwca 2024 zginął w wypadku pilotowanego przez siebie samolotu. Beechcraft T-34 Mentor (stanowiący własność Williama Andersa), rozbił się w wodach w pobliżu wysp San Juan – w kanale pomiędzy wyspami Johns i Orcas w stanie Waszyngton.

## Nagrody i odznaczenia
- Air Force Distinguished Service Medal
- Air Force Commendation Medal
- NASA Distinguished Service Medal
- National Geographic Society's Hubbard Medal for Exploration
- Człowiek Roku 1968 magazynu „Time”, wraz z Frankiem Bormanem i Jimem Lovellem
- Nagroda Lowella Thomasa[6]
- Universal Astronaut Insignia za lot orbitalny (nr 33) – Stowarzyszenie Uczestników Lotów Kosmicznych (Association of Space Explorers(inne języki))[7]

## Dane lotu
| Lot kosmiczny, w którym uczestniczył William A. Anders         | Lot kosmiczny, w którym uczestniczył William A. Anders | Lot kosmiczny, w którym uczestniczył William A. Anders | Lot kosmiczny, w którym uczestniczył William A. Anders | Lot kosmiczny, w którym uczestniczył William A. Anders | Lot kosmiczny, w którym uczestniczył William A. Anders |
| Data startu                                                    | Data lądowania                                         | Statek kosmiczny                                       | Funkcja                                                | Czas trwania                                           |                                                        |
| -------------------------------------------------------------- | ------------------------------------------------------ | ------------------------------------------------------ | ------------------------------------------------------ | ------------------------------------------------------ | ------------------------------------------------------ |
| 21 grudnia 1968                                                | 27 grudnia 1968                                        | Apollo 8                                               | Pilot modułu księżycowego (nominalny)                  | 6 dni 3 godziny i 42 sekundy                           |                                                        |
| Łączny czas spędzony w kosmosie – 6 dni 3 godziny i 42 sekundy |                                                        |                                                        |                                                        |                                                        |                                                        |